# Microtus tatricus
Microtus tatricus é uma espécie de roedor da família Cricetidae.
Pode ser encontrada nos seguintes países: Polónia, Roménia, Eslováquia e Ucrânia.